# Мальцев, Михаил Андреевич
Михаил Андреевич Мальцев (1917—1974) — подполковник Советской Армии, участник Великой Отечественной войны, Герой Советского Союза (1945).

## Биография
Михаил Мальцев родился в 1917 году в селе Катунское (ныне — Смоленский район Алтайского края). После окончания семи классов школы работал сначала на заводе в городе Киселёвске Кемеровской области, затем на шахте в Прокопьевске. В сентябре 1939 года Мальцев был призван на службу в Рабоче-крестьянскую Красную Армию. В 1941 году он окончил Владивостокское пехотное училище. С декабря того же года — на фронтах Великой Отечественной войны.
К апрелю 1945 года капитан Михаил Мальцев командовал мотострелковым батальоном 19-й механизированной бригады 1-го механизированного корпуса 2-й гвардейской танковой армии 1-го Белорусского фронта. Отличился во время Берлинской операции. 20 апреля 1945 года батальон Мальцева принимал активное участие в боях за город Бернау, а на следующий день вошёл в Берлин. 22 апреля 1945 года Мальцев во главе одной из рот своего батальона первым переправился через Берлин-Шпандауэр канал, после чего оказался отрезанным от основных сил. Противник предпринял две контратаки, но они были отражены. 24 апреля 1945 года батальон Мальцева выбил противника с занимаемых им позиций и захватил крупный оружейный склад. В боях за Берлин бойцы батальона уничтожили 17 танков, 32 зенитных орудия, более 1700 солдат и офицеров противника.
Указом Президиума Верховного Совета СССР от 31 мая 1945 года за «умелое командование батальоном и мужество, проявленное в боях за Берлин» капитан Михаил Мальцев был удостоен высокого звания Героя Советского Союза с вручением ордена Ленина и медали «Золотая Звезда».
После окончания войны Мальцев продолжил службу в Советской Армии. В 1948 году он окончил курсы «Выстрел». В 1957 году в звании подполковника Мальцев был уволен в запас. Проживал в Куйбышеве, работал на заводе. Умер 24 июля 1974 года.
Был также награждён двумя орденами Красного Знамени, орденами Отечественной войны 2-й степени и Красной Звезды, рядом медалей.